# دامسدورف
دامسدورف (به آلمانی: Damsdorf) یک شهر در آلمان است که در زگه‌برگ واقع شده‌است. دامسدورف ۲۳۲ نفر جمعیت دارد.